# 양도논법
양도논법(兩刀論法)은 논리학에서 대전제가 두 개의 가언적 명제의 연언(連言) 명제로 되어 있고, 소전제가 대전제의 두 전건을 긍정하든가 혹은 두 후건을  부정하는 선언적 명제의 형태로 되어 있는 삼단 논법이다. 고대로부터 딜레마을 얻어내기위한 형식으로 사용되어 왔다.

## 양도논법의 형식
(대전제) 가언 명제의 연언 명제
(소전제) 선언 명제
(결론) 딜레마

## 예
(대전제)네가 만일 정직하면 세인이 증오할 것이고, 만일 부정직하면 신이 증오할 것이다.
(소전제)너는 정직하든가 또는 부정직하다.
(결론)그러므로 너는 세인의 증오를 받든지 신의 증오를 받는다.

## 반대 딜레마
위의 예에 대한 반대 딜레마는 딜레마 괴리를 보여준다.
(대전제)내가 만일 정직하면 신이 기뻐할 것이고, 만일 아첨하면 세상이 기뻐할 것이다.
(소전제)나는 정직하든가 또는 아첨한다.
(결론)그러므로 나는 신을 기쁘게 하던지 세상을 기쁘게 한다.

## 같이 보기
- 기호논리학
- 명제